# Дамський кравець (фільм, 1990)
«Да́мський краве́ць» (Дамский портной) — радянський художній кінофільм 1990 року, кольоровий, знятий кіностудією «Фора-Фільм» (Москва) за участю Київського центру науково-технічної творчості молоді «Прогрес».
Фільм створено за однойменною п'єсою Олександра Борщаговського, присвяченою трагедії Бабиного Яру — однієї з найжахливіших сторінок Голокосту.

## Сюжет
По стінах будинків розвішані оголошення окупантів, що наказують «всім жидам міста Києва і околиць» найближчого ранку прибути з речами й документами до визначеного місця біля кладовищ і залізничної станції. Єврейська родина, у якій чоловіки перебувають на фронті та лишилися жінки, діти і старий кравець Ісак, збирається покинути рідну домівку. Вони сподіваються, що їх тільки вивозять. На їхнє відбуття нетерпляче чекає сім’я біженців, готових негайно зайняти звільнену оселю.
Усе пронизане страхом, ворожістю, насильством. Але кравець Ісак своєю мудрістю й добротою допомагає іншим зберегти людські почуття, гідність та спокій.
Зранку тисячі приречених вирушають на смерть. Вони йдуть міськими вулицями. Хитрий та жадібний двірник Антон, який сподівається поживитися кинутим майном євреїв, раптом бачить, що його дружина — добра та чуйна Настя — пішла проводжати сусідів. Він кидається навздогін і гине від кулі гітлерівця. 
А трагічна хода триває. Її примара виникає серед будівель та автомашин сучасного міста...

## Місце зйомок

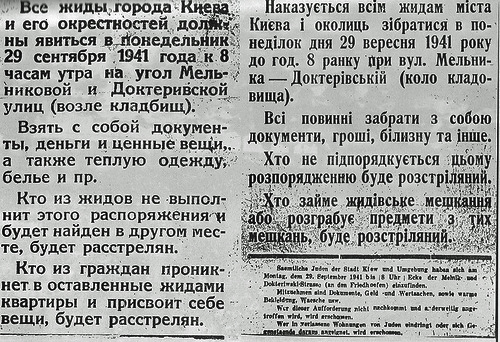
Оголошення окупаційного німецького командування 1941

Зйомки відбувалися у Києві. Деякі кадри зберегли «зникаючу натуру» старих київських вулиць (Лук'янівської, Павлівської, Андріївського узвозу тощо).

## Фестивалі та премії
- 1990 — Премія «Ніка»: За найкращу чоловічу роль (Інокентій Смоктуновський)[1]
- 1991 — МКФ авторського фільму в Сан-Ремо
  - Приз за найкращий режисерський дебют (Леонід Горовець)
  - Приз за найкращу чоловічу роль (Інокентій Смоктуновський)

## Акторський склад
- Інокентій Смоктуновський — Ісак Мойсейович, старий кравець
- Тетяна Васильєва — Соня, його дочка
- Неллі Клімене — Ірина (Ірке), його невістка
- Ольга Високолян — Маша, дочка Соні
- Олена Козелькова — Євдокия Іванівна, фельдшериця, біженка
- Світлана Смирнова — Полина, її дочка
- Максим Шальнєв — Олекса, син Полини
- Олексій Зайцев — Антон, двірник
- Олена Борзова — Настя, його дружина
- Марія Смоктуновська — Роза

В епізодах: Віталій Чернишов, Олена Костянтинівська, Іда Семашко, Раїса Грач, Янкель Скляревський, Лев Окрент, Людмила Лобза, Юрій Потьомкін, Володимир Попков, Сергій Кудейщіков, Галина Довгозвяга, Михайло Ігнатов

## Знімальна група
- Режисер-постановник —  Леонід Горовець
- Сценарист — Олександр Борщаговський
- Головний оператор — Олександр Яновський
- Художник-постановник — Євген Пітенін
- Композитор — Сергій Беринський
- Монтажер — Наталія Акайомова
- Редактор — Юрій Морозов
- Режисер — Ольга Масліченко
- Звукооператори — Олександр Кузьмін, Тетяна Чепуренко
- Оператори — Володимир Басс, Володимир Гутовський, Майя Степанова
- Художник — Євгенія Лисецька
- Грим — Ніна Тихонова
- Костюми — Тетяна Рахманова, Галина Агафонова
- Комбіновані зйомки — Юрій Лемешев, Петро Корягін, Валерій Мячин
- Майстер по світлу — Валерій Рильський
- Директор фільму — Віталій Петльований